# 타우초
타우초(인도네시아어: tauco) 또는 타우추(말레이어: taucu)는 해양 동남아시아의 두장이다.

## 이름
어원은 "두장"이라는 뜻의 민난어 "따우찌옹(tāu-chiòⁿ, 豆醬)"이다.

## 사진

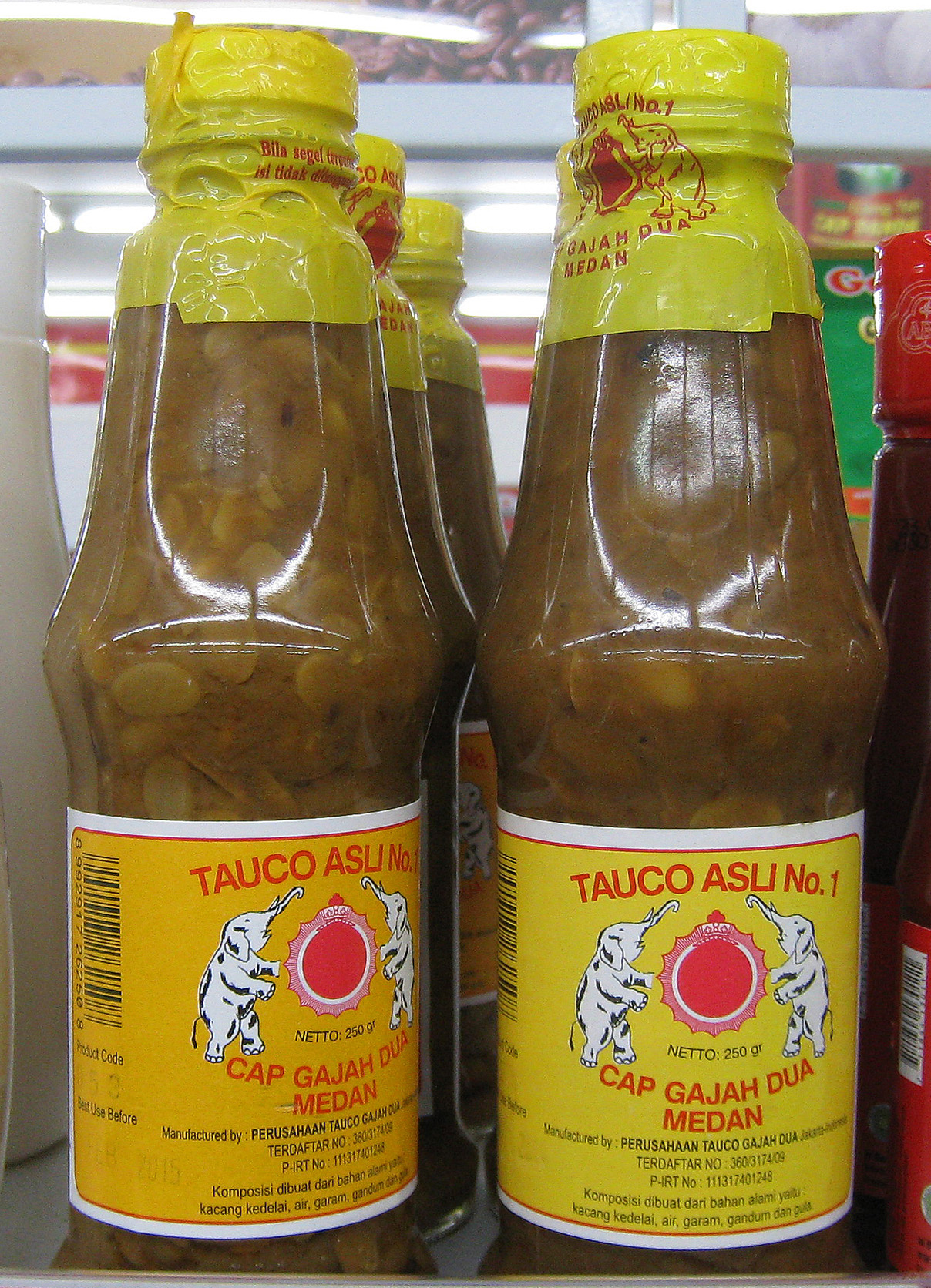
병에 담긴 타우초

## 같이 보기
- 따오찌아오